# EHC Visp
EHC Visp är en schweizisk ishockeyklubb från Visp som sedan säsongen 1999/2000 spelar i Nationalliga B (NLB), den schweiziska andradivisionen i ishockey. Klubben bildades 1939 och blev schweiziska mästare 1962 efter att ha vunnit med 3–0 mot HC Davos i finalen 3 februari 1962. Visp har även vunnit ligatiteln i NLB tre gånger; 1960, 2011 och 2014.
Visp spelar sina hemmamatcher i Litterna-Halle som invigdes 1979 och har en kapacitet på 4 300 åskådare.